# Lankowe
Lankowe (ukrainisch Ланкове) war eine Mennonitensiedlung im Südosten der heutigen Ukraine, die im Zweiten Weltkrieg von der Wehrmacht zerstört wurde. Ihre Gründung ging auf das russlandmennonitische Dorf Landskrone zurück.

## Landskrone
Das Dorf wurde 1839 am Ufer des Begim-Tschokrark angelegt. Das Land wurde von Johann Cornies an Heinrich Janzen verpachtet. Weil das Flusstal recht schmal war, wurden zwei Dorfstraßen parallel zum Fluss angelegt. 19 Familien bauten ihre roten Ziegelhäuser an der Südstraße, sieben Familien bauten weiße Ziegelhäuser an der Nordstraße. 1841 kamen weitere elf Familien, 1842 die letzten drei Familien hinzu. 1844 wurde durch das Dorf ein Kanal gegraben, um Überflutungen zu mildern. 1908 lebten hier 518 Personen. Es gab eine Ziegelei, zwei Windmühlen, eine motorisierte Mühle, einen Kaufladen und einen Getreidehandel. Der Bau der Eisenbahn neben dem Dorf zwischen 1911 und 1913 brachte den Dorfbewohnern zusätzliche Einnahmen. Es verblieb eine riesige Sandgrube. 1943 wurde das Dorf beim Rückzug der Wehrmacht zerstört. Heute erinnert nur die Kirchenruine an das Dorf.

## Kirche
Die Kirche wurde 1910 im Stil der Neogotik errichtet, mit ausschließlich gotischen Fenstern und Strebepfeilern. Der Innenraum und die Ziegelornamentik stehen in starkem Kontrast zu den früheren Kirchenbauten der Russlandmennoniten. Der Bau wurde lange als Kornspeicher verwendet und ist heute verfallen.